# Lycoris pulsatoria
Lycoris pulsatoria är en ringmaskart som beskrevs av Savigny in Lamarck 1818. Lycoris pulsatoria ingår i släktet Lycoris och familjen Nereididae. Inga underarter finns listade i Catalogue of Life.